# Progomphus dorsopallidus
Progomphus dorsopallidus là loài chuồn chuồn trong họ Gomphidae. Loài này được Byers mô tả khoa học đầu tiên năm 1934.